# Archidiocèse de Turku
Le diocèse de Turku est l'unique archidiocèse de l'Église luthérienne de Finlande. Son siège épiscopal se situe à la cathédrale de Turku.
Son territoire s'étend sur la Finlande propre et le Satakunta.
L'archidiocèse a reçu au Moyen-Âge le Missale Aboense (de), un missel commandé par l'évêque Konrad Bitz (de) et imprimé par Bartholomeus Ghotan. L'ouvrage est considéré comme un monument national finlandais, puisqu'il est le premier livre imprimé et le seul incunable de Finlande.

## Histoire
Influencés par les bulles pontificales, les magnats suédois du XIIe siècle organisent des expéditions de croisade pour convertir les païens de l'Est de la mer Baltique. Il en résulte l'établissement de l'Église catholique dans le et de la conquête par les Suédois du sud de la Finlande en 1249. Turku, ou Åbo, devient la principale ville de Finlande et la résidence d'un évêché (l'évêché de Turku, ou episcopus Aboensis). 
À la suite de la Réforme protestante au XVIe siècle, l'Église catholique doit céder la place à l'Église d'État luthérienne établie par le roi Gustave Ier Vasa (1496-1560). Le principal réformateur ecclésiastique en Finlande est Mikael Agricola (1510-1557) qui, à partir de 1554, est également l'évêque du diocèse de Turku.
Après la guerre de Finlande de 1809, la Finlande devient une partie de l'Empire russe en tant que grand-duché autonome. En 1817, l'évêque est élevé au rang d'archevêque et devient ainsi le chef de l'Église luthérienne en Finlande.